# This Is War (album)
This Is War is het derde studioalbum van rockband Thirty Seconds to Mars. Het werd wereldwijd in 2009 uitgebracht, met uitzondering van Japan als de opvolger van A Beautiful Lie uit 2005. De eerste single van het album was "Kings and Queens". Dit nummer was in Nederland Alarmschijf bij Radio 538. De single bereikte in 2010 de 21 plaats in de hitlijsten.

## Tracklist
Alle nummers geschreven door Jared Leto, behalve waar aangegeven.
1. "Escape" — 2:24
2. "Night of the Hunter" — 5:41
3. "Kings and Queens" — 5:48
4. "This Is War" — 5:27
5. "100 Suns" — 1:58
6. "Hurricane" — 6:12
7. "Closer to the Edge" — 4:34
8. "Vox Populi" — 5:43
9. "Search and Destroy" — 5:39
10. "Alibi" — 6:00
11. "Stranger in a Strange Land" — 6:54
12. "L490" (Shannon Leto) — 4:26

### iTunes bonus tracks editie
1. "Kings and Queens" (LA Riots Main Vocal Mix) – 6:12
2. "Night of the Hunter" (Flood Remix) [Pre-order only] – 4:52

## Bezetting
30 Seconds to Mars
- Jared Leto — zang, gitaar, basgitaar
- Shannon Leto — drums, percussie
- Tomo Miličević — gitaar, basgitaar, keyboards

Productie
- Flood — producer
- Steve Lillywhite — producer

## Hitnotering
| "This Is War" in de Nederlandse Album Top 100 - binnen: 12-12-2009 | "This Is War" in de Nederlandse Album Top 100 - binnen: 12-12-2009 | "This Is War" in de Nederlandse Album Top 100 - binnen: 12-12-2009 | "This Is War" in de Nederlandse Album Top 100 - binnen: 12-12-2009 | "This Is War" in de Nederlandse Album Top 100 - binnen: 12-12-2009 | "This Is War" in de Nederlandse Album Top 100 - binnen: 12-12-2009 | "This Is War" in de Nederlandse Album Top 100 - binnen: 12-12-2009 | "This Is War" in de Nederlandse Album Top 100 - binnen: 12-12-2009 | "This Is War" in de Nederlandse Album Top 100 - binnen: 12-12-2009 | "This Is War" in de Nederlandse Album Top 100 - binnen: 12-12-2009 | "This Is War" in de Nederlandse Album Top 100 - binnen: 12-12-2009 | "This Is War" in de Nederlandse Album Top 100 - binnen: 12-12-2009 | "This Is War" in de Nederlandse Album Top 100 - binnen: 12-12-2009 | "This Is War" in de Nederlandse Album Top 100 - binnen: 12-12-2009 | "This Is War" in de Nederlandse Album Top 100 - binnen: 12-12-2009 | "This Is War" in de Nederlandse Album Top 100 - binnen: 12-12-2009 | "This Is War" in de Nederlandse Album Top 100 - binnen: 12-12-2009 | "This Is War" in de Nederlandse Album Top 100 - binnen: 12-12-2009 | "This Is War" in de Nederlandse Album Top 100 - binnen: 12-12-2009 | "This Is War" in de Nederlandse Album Top 100 - binnen: 12-12-2009 | "This Is War" in de Nederlandse Album Top 100 - binnen: 12-12-2009 | "This Is War" in de Nederlandse Album Top 100 - binnen: 12-12-2009 | "This Is War" in de Nederlandse Album Top 100 - binnen: 12-12-2009 |
| Week                                                               | 01                                                                 | 02                                                                 | 03                                                                 | 04                                                                 | 05                                                                 | 06                                                                 | 07                                                                 | 08                                                                 | 09                                                                 | 10                                                                 | 11                                                                 |                                                                    | 12                                                                 |                                                                    | 13                                                                 | 14                                                                 | 15                                                                 | 16                                                                 | 17                                                                 | 18                                                                 | 19                                                                 | 20                                                                 |
| ------------------------------------------------------------------ | ------------------------------------------------------------------ | ------------------------------------------------------------------ | ------------------------------------------------------------------ | ------------------------------------------------------------------ | ------------------------------------------------------------------ | ------------------------------------------------------------------ | ------------------------------------------------------------------ | ------------------------------------------------------------------ | ------------------------------------------------------------------ | ------------------------------------------------------------------ | ------------------------------------------------------------------ | ------------------------------------------------------------------ | ------------------------------------------------------------------ | ------------------------------------------------------------------ | ------------------------------------------------------------------ | ------------------------------------------------------------------ | ------------------------------------------------------------------ | ------------------------------------------------------------------ | ------------------------------------------------------------------ | ------------------------------------------------------------------ | ------------------------------------------------------------------ | ------------------------------------------------------------------ |
| Nummer                                                             | 31                                                                 | 52                                                                 | 60                                                                 | 63                                                                 | 48                                                                 | 51                                                                 | 54                                                                 | 62                                                                 | 78                                                                 | 97                                                                 | 94                                                                 | uit                                                                | 82                                                                 | uit                                                                | 93                                                                 | 63                                                                 | 79                                                                 | 58                                                                 |                                                                    |                                                                    |                                                                    |                                                                    |